# Ветуліколії
Ветуліколіі (Vetulicolia, букв. «давній мешканець», «старожил») — клада двобічно-симетричних тварин, що охоплює кілька викопних видів з кембрійського періоду. Клада була запропонована Деганом Шу (Degan Shu) та його дослідницькою групою у 2001 році і названа на честь Vetulicola cuneata, першого виду типу, описаного у 1987 році.
Тіло цих тварин включало дві частини, задня частина складається з 7 сегментів. Довжиною тварини були до 20 см. Імовірно, ветуліколіі могли плавати на зразок риб або пуголовків.

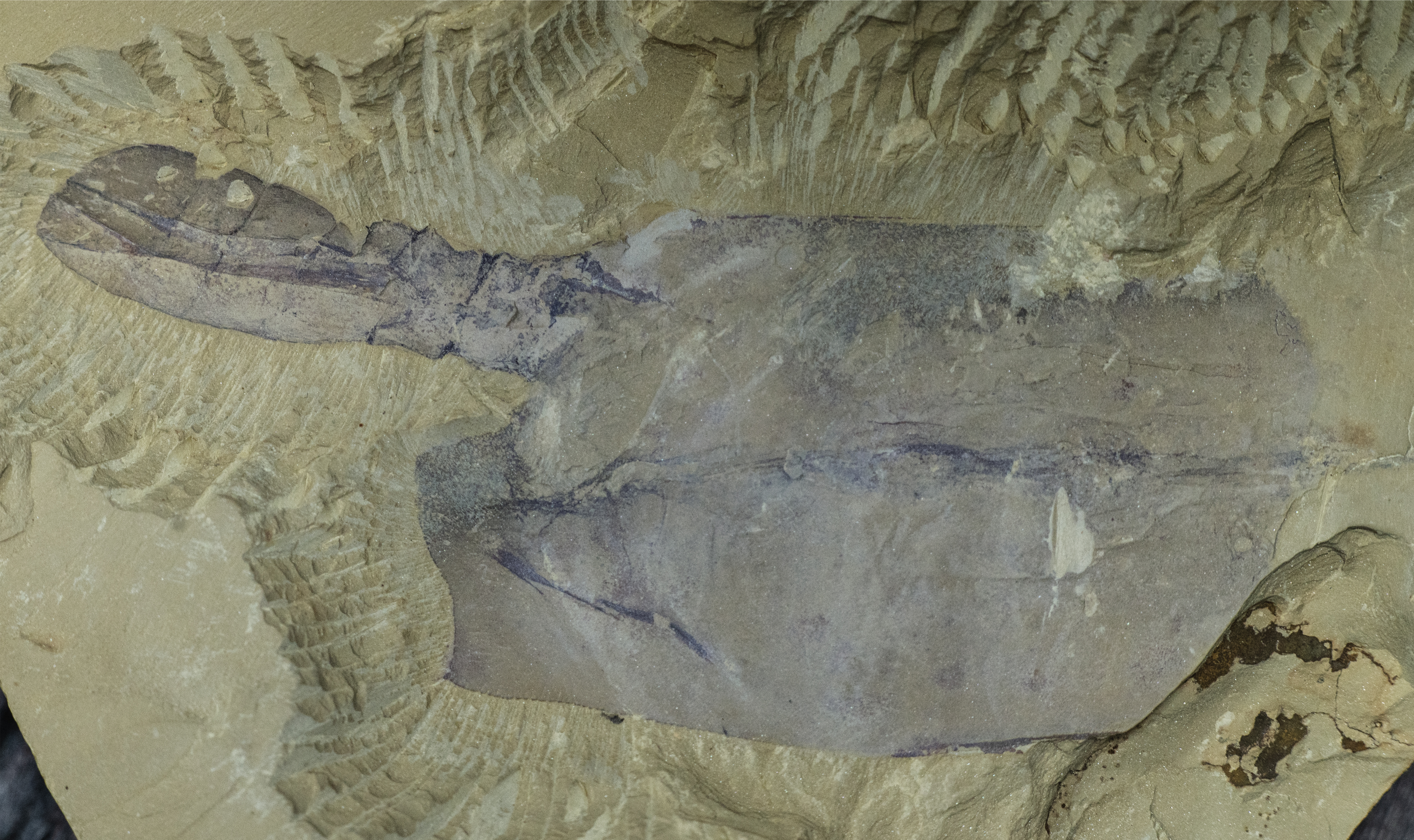
Скам'янілість Vetulicola cuneata

Вентуліколіі не мали органів захоплення їжі, тому припускається, що вони не були хижаками.
Таксономічне положення Vetulicolia залишається спірним. Shu (2003) стверджував, що «Vetulicolia», ймовірно, представляють ранню гілку, близьку до хордових, вторинноротих тварин. Однак, Дерек Бріггс та ін. (2005) описали «Skeemella» із середнього кембрію Юти як близьку до Vetulicolia тварину, якій також притаманні особливості членистоногих.
Жили та вимерли в кембрійському періоді.

## Класифікація
- Тип Vetulicolia?
  - Клас Vetulicolida
    - Ряд Vetulicolata
      - Родина Vetulicolidae
        - Рід Vetulicola 
          - Vetulicola rectangulata
          - Vetulicola cuneata
          - Vetulicola gangtoucunensis
          - Vetulicola monile

      - Родина Beidazooidae
        - Рід Beidazoon
          - Beidazoon venustum (synonym = Bullivetula variola)

      - Родина Didazoonidae
        - Рід Didazoon
          -  Didazoon haoae

        - Рід Xidazoon
          -  Xidazoon stephanus

        - Рід Pomatrum
          - Pomatrum ventralis

    -  ? Ряд Yunnanozoa
      - Родина Yunnanozoonidae
        - Рід Yunnanozoon
          - Yunnanozoon lividum

        - Рід Haikouella
          - Haikouella lanceolata

  - Клас Banffozoa
    -       -         -           - Skeemella clavula

      - Родина Banffiidae
        - Рід Banffia
          - Banffia constricta[7]

  - Клас Heteromorphida
    -       - Родина Heteromorphidae
        - Рід Heteromorphus
          - Heteromorphus longicaudatus (synonym = Banffia confusa)
          - «Form A» (unnamed species)
- Incertae sedis Yuyuanozoon magnificissimi[8]